# Altare d'argento di Gandino
L'altare d'argento realizzato tra il 1677 e il 1723 è esposto a Gandino nel museo della basilica in una teca di vetro tenuta oscurata da un drappo perché non venga danneggiato dalla luce, ed è sicuramente l'opera più importante tra quelle conservate.

## Storia
La ricca tribuna fu realizzata per volontà della confraternita del Santissimo Sacramento che godendo dei benefici testamentari di Caterina Gaffuri e Benedetto Alessandri e Cecilia Caccia, commissionò il lavoro a un mercante gandinese, Agostino Rottigli, che recatosi ad Augusta incaricò Georg Reuser a realizzare il progetto. Dei tre progetti fu scelto il migliore con un costo di 3 000 scudi, che i gandinesi si impegnarono a liquidare. Il marchio HB dell'orafo e il disegno della pigna, simbolo di Augusta, furono impressi in più parti sull'opera. È il lavoro più impegnativo e importante per l'artista tedesco.
Durante la Repubblica cisalpina, il 22 marzo 1798, fu ordinato da un generale francese il sequestro di tutti gli oggetti d'argento presenti sul territorio orobico. La popolazione gandinese, non volendo perdere il capolavoro che era si opera di molti artisti ma che era anche il frutto della fatica del lavoro dei loro padri, scelse di consegnare tanto argento quanto era il peso dell'altare, con un costo di spesa di 17 634,5 lire.

## Descrizione
L'altare d'argento fuso sbalzato e cesellato con parti dorate e di rame dorato è un arredo mobile della chiesa, viene infatti tolto dalla teca e posto sull'altare maggiore della basilica di Santa Maria Assunta sei volte l'anno, in occasione delle più importanti celebrazioni liturgiche. Tutto gli elementi decorativi si collegano al mistero eucaristico.
- Il paliotto è composto da tre elementi; quello centrale è il più antico, doveva essere collocato sull'altare della scuola del Rosario e raffigura la Madonna del Rosario con il Bambino offerenti un rosario a santi Caterina da Siena e Domenico di Guzmán. Ai lati due putti sorreggono lo scudo, simbolo di fede. La cornice è un susseguirsi di elementi decorativi e angeli che citano lodi e appellativi mariani: Janua Caeli, Sancta dei Genetrix, Domus aurea, Foederis Arca, turris Davidica, e sulla parte inferiore centrale una fontana a citazione del Cantico dei Cantici: Sei fontana di giardini, sei sorgente d'acque vive; a fianco due cani trattengono la fiaccola accesa, rappresentazione che fa parte della simbologia domenicana..[3]  Il paliotto fu realizzato dall'orafo di Augusta Chistian Winter, questi si è firmato CW e la pigna nella conchiglia posta sulla parte inferiore, tra il 1700 e il 1705.[4]

La Vergine è rappresentata nel modello della Patrona Bavarie della scuola tedesca. 
Le due parti laterali sono state aggiunte per adeguare il paliotto all'altare maggiore che è di dimensioni maggiori.
La mensa termina con due modiglioni realizzati dall'orafo Pietro Ceredi nel 1723 e completano le decorazioni con due angioletti che sorreggono il cartiglio sempre d'ispirazione mariana: Mulier amicta sole e Et luna subn pedinus eius.
- Il tabernacolo è stato realizzato dall'orafo Hans Jakob II Baur nel biennio 1676-1677 ed è un pezzo unico, e la sua collocazione centrale e superiore completa il grande impianto dell'altare. Il pezzo, a base ottagonale, ha una struttura in legno completamente ricoperta in argento e argento dorato ed ha una altezza di 2,40 m. Il basamento probabilmente realizzato in un secondo tempo, raffigura quattordici teste di angioletti con al centro un pellicano che si ferisce sul petto per poter nutrire i piccoli.[5] Otto colonne tortili sorreggono il tabernacolo che presenta al centro la porta con la rappresentazione della croce. Lateralmente due angeli, uno sorregge un catino simbolo del lavaggio delle mani da parte di Ponzio Pilato, e il secondo il sudario della Veronica con impressa l'effige del Cristo. Posteriore da un lato la Madonna e dall'altro san Giovanni apostolo, che le era al fianco al momento del martirio. Il tabernacolo termina con una cuspide a forma di tempietto sempre ottagonale che riprende la parte inferiore anche con le colonnine elicoidali. Cinque statuette completano la parte: la Speranza con corvo e ancora, la Mansuetudine con l'agnello, la Fede con la croce e il calice, La Carità con un bimbo e un grappolo d'uva e la Giustizia con la bilancia e la spada. Completa la parte un coro di sei angeli che presentano i simboli del martirio. Culminante la croce con le statue della Vergine e di san Giovanni apostolo, questa pur essendo state aggiunte dopo, hanno la datazione del 1609. Questa parte riporta lo stemma della famiglia Castello, ed è stata posta in sostituzione di una andata persa.[2]